# Partido Ghadar
O Partido Ghadar foi uma organização fundada pelos indianos dos Estados Unidos da América e do Canadá em junho de 1913 com o objetivo de libertar a Índia britânica a partir de regras. Era também conhecida como o Associação Hindi da Costa do Pacífico.